# Gulruchsor Safijewa
Gulruchsor Safijewa (tadschikisch und russisch Гулрухсор Сафиева; * 17. Dezember 1947 im Dorf Jachtsch  östlich von Duschanbe, Tadschikische SSR) ist eine sowjetische bzw. tadschikische bzw. russische Dichterin, Übersetzerin und Iranistin.

## Leben
Safijewa stammte aus einer Bauernfamilie und verwaiste früh. Nach dem Besuch der Dorfschule und eines Internats (1953–1963) studierte sie in Duschanbe an der Tadschikischen Staatlichen Lenin-Universität in der Philologie-Fakultät mit Abschluss 1968.
Darauf arbeitete Safijewa als Korrespondentin der Zeitung Komsomolez Tadschikistana/Komsomoli Totschikiston und leitete den Presse-Sektor des Komsomol-Zentralkomitees der Tadschikischen SSR. Auch war sie Redakteurin der Zeitung der Leninpioniere der Tadschikischen SSR. Mitglied des Schriftstellerverbands der UdSSR wurde sie 1971. Von 1981 bis 1986 war sie Sekretärin des Vorstands des Schriftstellerverbands Tadschikistans. Sie war Mitglied des Sowjetischen Komitees für die Beziehungen zu den Schriftstellern der Länder Asiens und Afrika.
Ihre ersten Gedichte hatte Safijewa 1962 veröffentlicht. Ab 1970 erschienen ihre Gedichtbände. Auch schrieb sie Theaterstücke und einen ersten tadschikischen Frauenroman. Veröffentlicht wurden ihre Werke in der Prawda, Komsomolskaja Prawda, Literaturnaja gaseta, Ogonjok u. a. sowie in Almanachen in Moskau, Duschanbe und auch im Iran.
Neben ihrer dichterischen Tätigkeit beschäftigte sich Safijewa mit der Persischen Literatur, wobei die Erforschung des Lebens und Werks Omar Chayyāms ein Schwerpunkt war.
Safijewa übersetzte ins Tadschikische Gedichte von Michail Lermontow, Olga Bergholz und von Federico García Lorca die Dramen Bluthochzeit und Yerma.
Von 1968 bis 1991 war Safijewa Mitglied der KPdSU. Als Vertreterin der Sowjetischen Kulturstiftung war sie von 1989 bis 1991 Abgeordnete im Kongress der Volksdeputierten der Sowjetunion.
Im Tadschikischen Bürgerkrieg wurden 1992 in Duschanbe fremde Dichter, Wissenschaftler und Journalisten gesucht und getötet. Als Kämpfer zu Safijewa kamen, berief sie sich auf ihre tadschikischen Gedichte, die sie in der Schule gelernt hatten, und ein Kämpfer erkannte sie wegen eines Porträts in seinem Lesebuch. So konnte sie entkommen und mit Hilfe des russischen Militärs wie viele tadschikische Flüchtlinge nach Russland kommen.
Safijewa lebte fünf Jahre lang in Moskau. Sie gründete die Internationale Poesie-Akademie und organisierte Poetik-Abende und Begegnungen mit russischen Schriftstellern. Auch stellte sie eigene Werke in russischer Sprache vor. Sie ist Mitglied des russischen PEN.
Fast alle Gedichte Safijewas wurden von Rimma Kasakowa, Tatjana Bek und Tatjana Witaljewna Kusoljowa ins Russische übersetzt. Auch gibt es Übersetzungen in die Sprachen der Sowjetunion, ins Englische, Französische, Deutsche, Spanische, Finnische, Rumänische, Tschechische, Polnische, Bulgarische u. a. In den 2000er Jahren wurden die Werke Safijewas wiederholt im Iran herausgegeben.

## Ehrungen, Preise
- Komsomol-Preis der Tadschikischen SSR (1975)[1]
- Komsomol-Preis (1978)[1]
- Rudaki-Staatspreis Tadschikistans (2003)